# Бюльштрінген
Бюльштрінген (нім. Bülstringen) — громада в Німеччині, розташована в землі Саксонія-Ангальт. Входить до складу району Берде. Складова частина об'єднання громад Флехтінген.
Площа — 25,42 км2. Населення становить 886 ос. (станом на 31 грудня 2021).